# Stazione di Cengio
La stazione di Cengio è una stazione ferroviaria atta a servire l'omonimo comune savonese. È posta sulla linea Torino-Savona. Si tratta di una stazione in superficie passante che dispone di due binari.
È inclusa nella categoria bronze.

## Movimento
Il traffico passeggeri è di tipo regionale e regionale veloce, con destinazioneSavona, Torino, Fossano e Ventimiglia.
Il binario 1 è utilizzato dai treni in direzione Savona (con numerazione dispari), il 2 è usato invece dai treni in direzione Torino (con numerazione pari).
I treni che fermano nell'omonima stazione sono 39 e le loro destinazioni sono:
- Ventimiglia
- Torino Porta Nuova
- Savona
- San Giuseppe di Cairo
- Fossano.

## Servizi
La fermata dispone di:
- Biglietteria automatica
- Sala d'attesa
- Servizi igienici
- Annunci sonori per arrivi e partenze treni
- Schermi digitali per arrivi e partenze treni

Nei pressi del fabbricato viaggiatori è tuttora presente il magazzino che serviva l'ex scalo merci, inutilizzato ma ancora in buone condizioni. Nel 2008, la zona prospiciente alla stazione è stata oggetto di importanti lavori che hanno migliorato la viabilità della zona .

## Interscambi
Appena fuori la stazione è presente la fermata per gli autobus che collegano Cengio con gli altri Comuni della zona e 16 posti auto (di cui uno riservato ai disabili) a disposizione dei viaggiatori e dei pendolari, realizzato nel 2014 recuperando parte dell'area ferroviaria non più necessaria all'esercizio. 
- Fermata autobus
- Parcheggio di scambio